# Sulița
Sulița is een Roemeense gemeente in het district Botoșani.
Sulița telt 3183 inwoners.